# Tour Allianz One
A Tour Allianz One 85 méter magas felhőkarcoló a párizsi La Défense negyedben, Puteauxban. Alapterülete 42 000 m².
A felhőkarcoló 1984-ben épült Jean Willerval építész tervei alapján. A magasépület eredeti tulajdonosa az AGF biztosítócsoport volt, majd a név PFA-ra, később Athénára változott. A vállalatcsoport 2009-ben felvette az Allianz nevet. A toronyház ezután alapos renováláson esett át, amelynek végeztével felvette a mai Tour Allianz One nevet.